# Époisses (fromage)
Pour les articles homonymes, voir Époisses (homonymie).
L'époisses est un fromage à pâte molle à croûte lavée produit en Bourgogne. Ce fromage bénéficie d'une AOC depuis 1991 et d'une AOP depuis 1996.
Son aire d'appellation couvre environ la moitié nord-ouest de la Côte-d'Or, deux cantons de la Haute-Marne et trois cantons de l'Yonne. Son nom lui vient du village d'Époisses, situé dans l'ouest de ce territoire.
Sa meilleure période de consommation s'étend de mai à octobre.

## Historique
Ses origines remontent au XVIe siècle. Il aurait été créé par une communauté de moines cisterciens installés à Époisses. Le secret de fabrication est transmis ensuite aux fermières de la petite région qui n'auront de cesse d'améliorer la qualité et la typicité de leurs fabrications. Consommé à la cour de Louis XIV, l'époisses est un fromage réputé à la fin de l'Ancien Régime. Au début du XIXe siècle, plus de 300 fermes fabriquent ce fromage. Brillat-Savarin le consacre « roi des fromages » et dès 1820, il s'en fait un commerce considérable. 
Vers 1900, il existe une centaine de producteurs. La Première et la Seconde Guerre mondiale qui mobilisent une grande partie de la population masculine auxoise, accentuent ce déclin : les fermières accaparées par les travaux des champs, n'ont plus le temps de s'en occuper. La baisse de cette production artisanale  est telle qu'après 1945, l'industrialisation comme la généralisation de la vache frisonne au détriment de la tachetée de l'est menacent l'époisses traditionnel. En 1956, sous l'impulsion d'une famille bourguignonne d'agriculteurs, Robert Berthaut (mort le 5 mars 2018) et son épouse, et de quelques producteurs, l'époisses traditionnel renaît et connaît depuis un succès croissant.

## Étymologie
L'origine du nom vient du village du même nom, il s'écrit donc de la même façon au singulier et au pluriel, et est considéré comme masculin.

## Caractéristiques

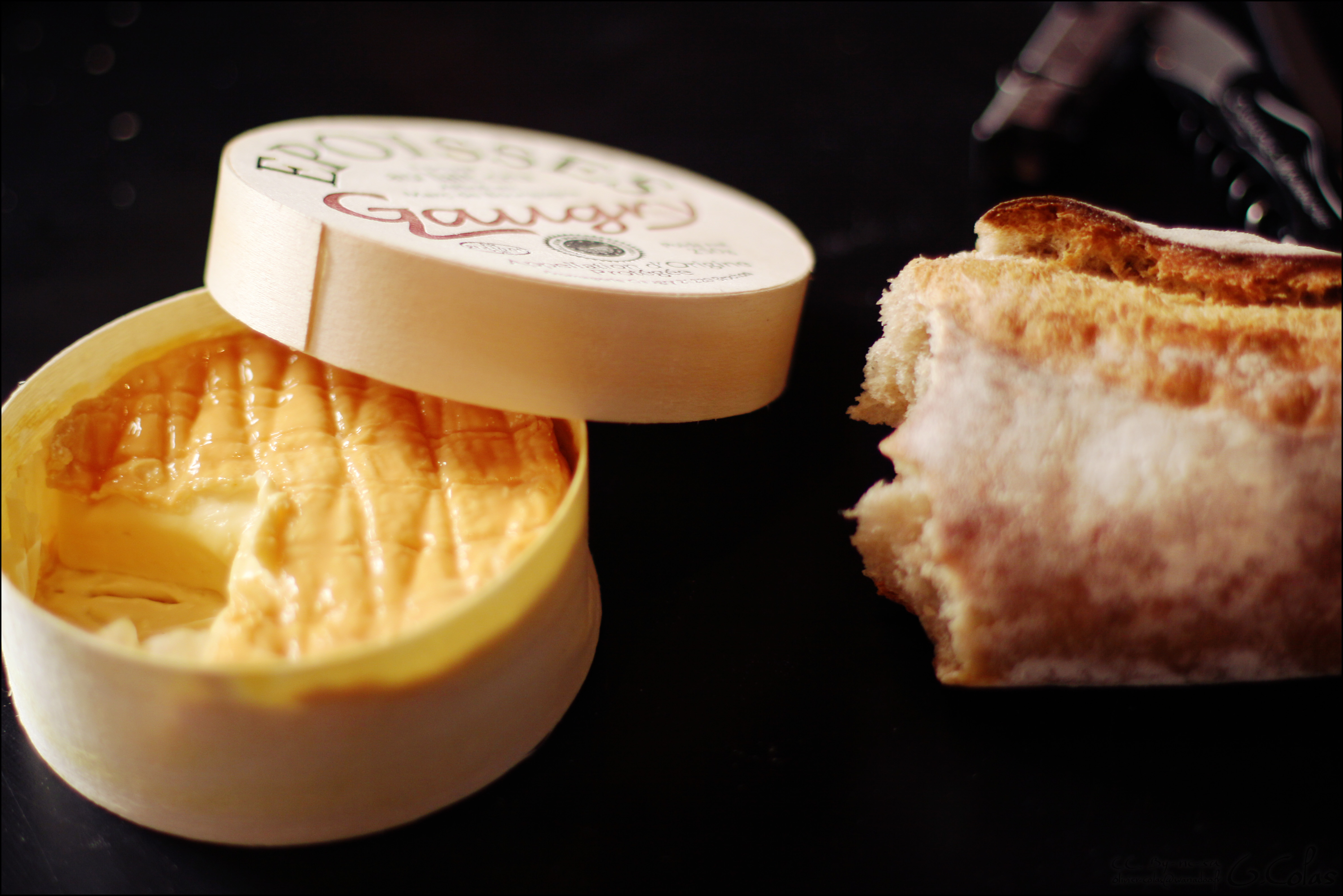
Époisses dans sa boîte en bois.

C'est un fromage à base de lait de vache, à pâte molle, à croûte lavée. Sa masse est généralement de 250 grammes, mais on peut le trouver dans des formats plus grands. Ce fromage, qui contient 24 % de matière grasse, est affiné en étant frotté au marc de Bourgogne. Sa couleur ivoire orangée à rouge brique est due aux bactéries de surface : l'utilisation de colorants est strictement interdite.
Le lait utilisé, la transformation fromagère et l'affinage des époisses doivent être produits et effectués dans la zone définie par l'AOC. Cinquante-trois agri-producteurs de lait qualifiés pour un volume de 16,3 millions de litres de lait se répartissent les volumes. Les races laitières autorisées sont la brune, la montbéliarde et la simmental française.
La commercialisation est faite à la pièce dans des boîtes en bois, facilitant les transports et le stockage, mais il est également vendu à la coupe par les fromagers et maraîchers.
Bien que pouvant être aussi consommé de décembre à avril, sa période de dégustation optimale s'étale de mai à novembre (périodes de pâturage).

## Production
La production était de 1 094 tonnes en 2009 (361 tonnes en 1992), dont 11,3 % au lait cru, le reste au lait pasteurisé. Elle était effectuée par trois fabricants industriels et un agri-producteur fermier.
En 2018, le Syndicat de défense de l’Époisses regroupe 48 opérateurs habilités par l’Organisme certificateur CERTIPAQ, sous contrôle de l’INAO, à savoir 
- 43 exploitations laitières,
- 3 fromageries industrielles :
  - Gaugry, située à Brochon (propriété du groupe industriel Lincet)[6],
  - Berthaut, située à Époisses (propriété du groupe industriel Savencia Fromage & Dairy)[7],
  - Germain, située à Chalancey (propriété du groupe industriel Triballat Rians)[8],
- 1 producteur fermier installé à Origny, le Gaec des Marronniers,
- 1 ramasseur de lait.

## Fromages proches de l'époisses
- Le poiset au marc : est fabriqué au lait cru de chèvre
- Le soumaintrain
- L'Ami du Chambertin
- Affidélice, fromage industriel au lait pasteurisé de la fromagerie Berthaut

## Époisses dans la littérature
- Un poème de l'abbé Charles Patriat (1900):

« Achète qui voudra le Camembert trop doux,

Le Roquefort massif à l'arôme sauvage,

Le Brie et le Gruyère interlopes, le sage

Choisira son fromage, ô Bourguignon, chez nous.

Gourmet, qui que tu sois, si d'abord tu te froisses

D'entendre formuler ce principe certain,

C'est que tu connais mal, ou j'y perds mon latin,

Ce mets des connaisseurs : le fromage d'Époisses.

Regarde-moi, voyons, sa rougeâtre patine,

Vois les pleurs épaissis qui coulent sur ses flancs, 

Sens ce fumet subtil adoré des gourmands,

Et conviens que c'est là dessert de haute mine. »

- Dans La Carte et le territoire, de Michel Houellebecq (prix Goncourt 2010)

L'écrivain se met en scène et reçoit le peintre Jed Martin. À la fin du repas, il sert de l'époisses : « Houellebecq sortit du réfrigérateur un saint-nectaire et un époisses, coupa des tranches de pain, déboucha une nouvelle bouteille de chablis » (page 257).

## Sources et bibliographie
- Volume Bourgogne de l'inventaire du patrimoine culinaire de la France, Albin Michel/Conseil national des arts culinaires, Paris, 1993.
- Georges Risoud, Histoire du fromage d'Époisses, Éditions de l'Armançon, Précy-sous-Thil, 2000.